# Луций Миниций Натал
Лу́ций Мини́ций Ната́л (лат. Lucius Minicius Natalis) — древнеримский военный и политический деятель, консул-суффект 106 года.

## Биография
Натал происходил из Барцино, города в Тарраконской Испании. Он был первым представителем своего рода, сделавшим сенаторскую карьеру. После квестуры, а также должностей претора и народного трибуна Натал был до 101 года легатом в провинции Африка, а затем вступил в жреческую коллегию августалов. В 101/102 году он в качестве легата VII Клавдиева легиона в участвовал в первом дакийском походе Траяна и получил от императора нескольких военных наград. Затем, в 103—105 годах он находился на посту легата III Августова легиона в Нумидии и достиг в 106 году должности консула-суффекта. Позже он был в Риме куратором устья и берегов Тибра и городской канализации. В последние годы правления Траяна Натал был наместником Нижней Паннонии, а в правление Адриана в 121/122 году проконсулом Африки.
В своём родном городе Натал возвёл бани и акведук. Его сыном был консул-суффект 139 года Луций Миниций Натал Квадроний Вер.

## Примечание
1. ↑  Corpus Inscriptionum Latinarum 10, 5670.